# آرثر رايت (ضابط شرطة)
آرثر رايت (بالإنجليزية: Arthur Hobbins Wright)‏ هو ضابط شرطة نيوزيلندي، ولد في 8 أبريل 1861، وتوفي في 26 يناير 1938.